# Rugby Calvisano 2003-2004

## Super 10 2003-04

### Stagione regolare
| Incontro               | Andata | Ritorno |
| ---------------------- | ------ | ------- |
| Calvisano — Rugby Roma | 24-7   | 51-11   |
| L’Aquila — Calvisano   | 28-34  | 0-24    |
| Calvisano — GRAN Parma | 34-6   | 31-21   |
| Rovigo — Calvisano     | 13-6   | 26-33   |
| Calvisano — Leonessa   | 46-10  | 17-22   |
| Benetton — Calvisano   | 33-27  | 27-17   |
| Calvisano — Petrarca   | 32-15  | 5-39    |
| Parma — Calvisano      | 13-30  | 16-30   |
| Calvisano — Viadana    | 27-15  | 20-36   |

#### Risultati della stagione regolare
| Posizione | G  | V  | N | P | PF  | PS  | DP   | B  | Pt |
| --------- | -- | -- | - | - | --- | --- | ---- | -- | -- |
| 2ª        | 18 | 12 | 0 | 6 | 491 | 338 | +153 | 11 | 59 |

### Fase finale
| Turno | Incontro             | Andata | Ritorno |
| ----- | -------------------- | ------ | ------- |
| SF    | Viadana — Calvisano  | 19-22  | 6-21    |
| F     | Benetton — Calvisano | 22-10  | 22-10   |

## Heineken Cup 2003-04

### Prima fase
| Incontro                    | Andata | Ritorno |
| --------------------------- | ------ | ------- |
| Celtic Warriors — Calvisano | 34-25  | 28-26   |
| Calvisano — London Wasps    | 33-52  | 13-46   |
| Perpignano — Calvisano      | 48-7   | 17-11   |

#### Risultati della prima fase
| Posizione | G | V | N | P | PF  | PS  | DP   | B | Pt |
| --------- | - | - | - | - | --- | --- | ---- | - | -- |
| 4ª        | 6 | 0 | 0 | 6 | 115 | 225 | -110 | 3 | 3  |

## Coppa Italia 2003-04

### Prima fase
| Incontro               | Andata | Ritorno |
| ---------------------- | ------ | ------- |
| Calvisano — Rovigo     | 47-26  | 24-29   |
| Viadana — Calvisano    | 22-31  | 13-37   |
| Calvisano — Leonessa   | 54-14  | 22-13   |
| GRAN Parma — Calvisano | 29-28  | 17-17   |

#### Risultati della prima fase
| Posizione | G | V | N | P | PF  | PS  | DP  | B | Pt |
| --------- | - | - | - | - | --- | --- | --- | - | -- |
| 2ª        | 8 | 5 | 1 | 2 | 260 | 163 | +97 | 6 | 28 |

### Fase finale
| Turno | Incontro             | Risultato |
| ----- | -------------------- | --------- |
| SF    | Petrarca — Calvisano | 20-30     |
| F     | Calvisano — Viadana  | 21-8      |

## Verdetti
- Calvisano vincitore della Coppa Italia 2003-04.
- Calvisano qualificato alla Heineken Cup 2004-05.